# Frontière entre l'Algérie et la Tunisie
La frontière entre l'Algérie et la Tunisie marque la délimitation entre les territoires de l'Algérie et la Tunisie. Son tracé, long de 1 010 kilomètres, est finalisé en 1983.

## Historique

### Période ottomane
Avant la colonisation française, la délimitation des deux territoires est incertaine,, d'autant qu'ils sont tous deux placés sous influence ottomane. À l'époque, ce qui intéresse les dirigeants est plus l'allégeance et la soumission à l'impôt de chaque tribu à tel ou tel beylicat (celui de Constantine ou de Tunis) que le territoire lui-même.
En 1614, le traité du Sarrath établit la frontière algéro-tunisienne entre le cap Roux et l'oued Sarrath.
En 1807, le bey tunisien Hammouda Pacha bat les armées du dey d'Alger sur les bords de l'oued Sarrath et étend le territoire tunisien au-delà, jusqu'à Kalaat Senan à l'ouest et Nefta au sud.

### Période française
Les 20 septembre et 1er décembre 1901 a lieu la signature du procès-verbal d'accord entre le gouverneur général d'Algérie et le résident général de France en Tunisie sur le tracé de la frontière entre Djebel Rhorra et Bir Romane.

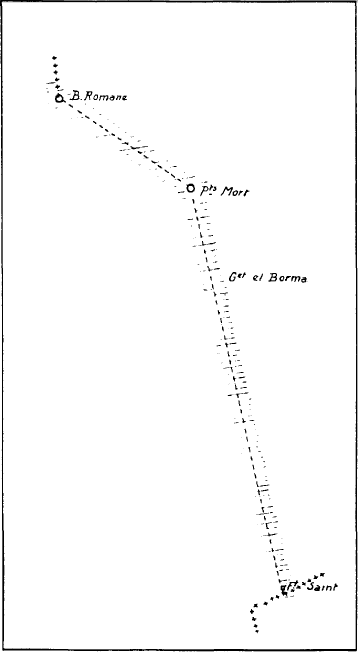
Tracé de la frontière entre Bir Romane et Fort Saint en 1929.

À la suite de la signature de la convention de Tripoli le 19 mai 1910, définissant définitivement la frontière tuniso-libyenne, il est procédé à la pose de 233 bornes le long de la frontière entre la mer Méditerranée et le Sahara. Garet El Hamel devient alors le tripoint frontalier entre la Tunisie, la Libye et l'Algérie.
En 1928, le résident général de France en Tunisie, Lucien Saint, inaugure le Fort Saint qui fait office de borne méridionale de ce qui est appelé la « frontière provisoire » ; ce tracé est repris sur la carte IGN publiée en 1929.
Durant la guerre d'Algérie, l'armée française met en place la ligne Challe pour stopper les infiltrations indépendantistes depuis la Tunisie.

### Périodes des indépendances

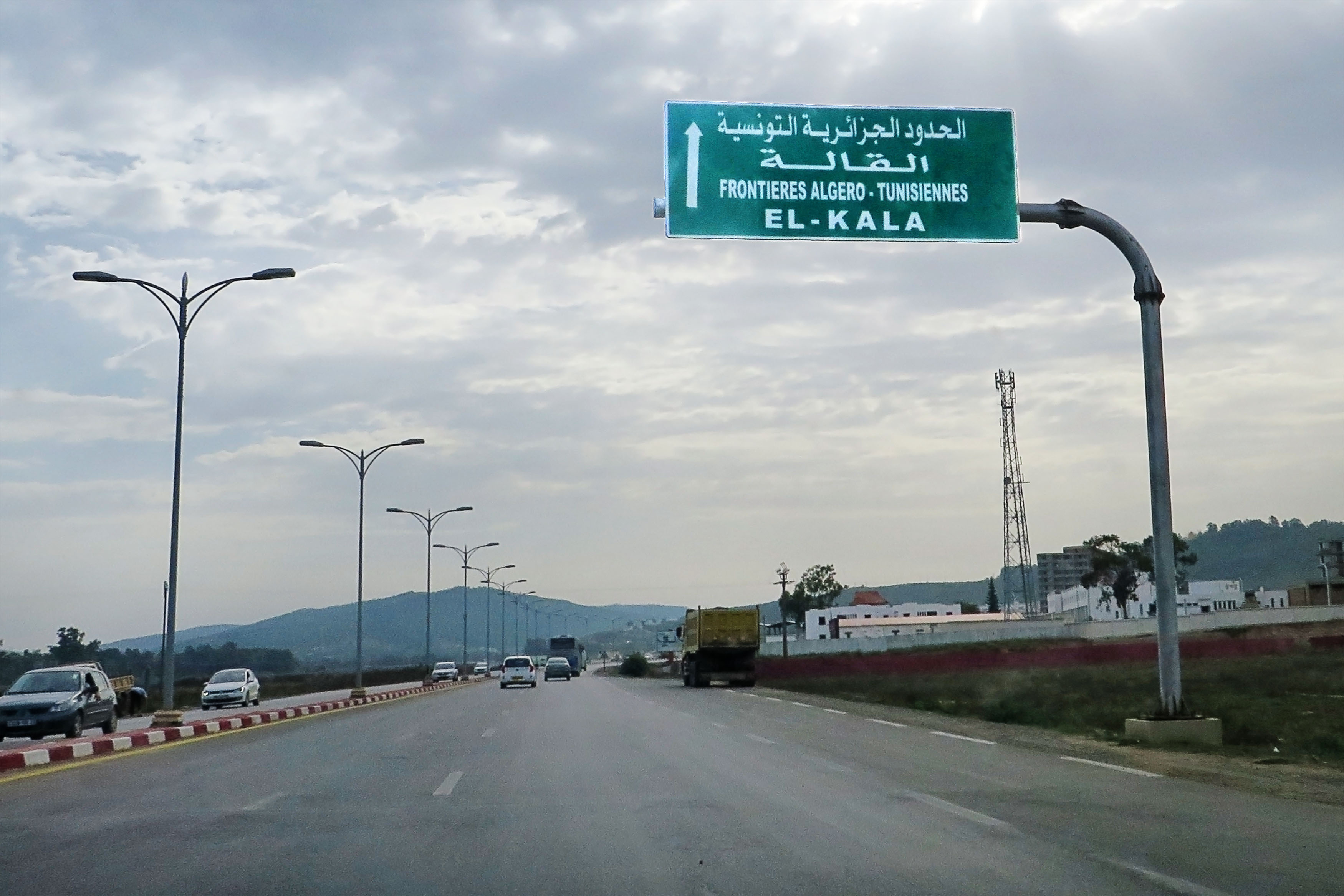
Frontière algéro-tunisienne à El Kala en Algérie.

Le président tunisien Habib Bourguiba revendique en 1957 l'exploitation du Sahara dans le cadre de l'Organisation commune des régions sahariennes proposée par la France au roi Mohammed V du Maroc. Le 5 février 1959, Bourguiba demande dans un discours à la France la reconnaissance des droits de la Tunisie jusqu'à la borne 233 et la suppression de la frontière Bir Romane-Fort Saint et, par voie de conséquence, l'extension de la Tunisie à son prolongement naturel saharien,.
Le 17 juillet 1961, Bourguiba s'engage auprès du Gouvernement provisoire de la République algérienne de négocier une éventuelle revendication territoriale avec le gouvernement d'une Algérie devenue indépendante, ce qui est le cas à l'été 1962.
Le 16 avril 1968 est signé un procès-verbal d'abornement algéro-tunisien sur le tracé de la frontière entre Bir Romane et Fort Saint. La Tunisie renonce alors à sa revendication territoriale entre la borne 220 (Fort Saint) et la borne 233 (Garet El Hamel au sud de Ghadamès).
Le 6 janvier 1970 un protocole d'accord algéro-tunisien, signé entre les ministres des Affaires étrangères Abdelaziz Bouteflika et Habib Bourguiba Jr., porte sur le tracé de la frontière entre Bir Romane et la frontière libyenne. Le 19 mars 1983, une convention de bornage de la frontière entre la mer Méditerranée et Bir Romane est à son tour signée.
Le 30 décembre 1993, l'accord frontalier du 6 janvier 1970 est enregistré auprès de l'Organisation des Nations unies. La fin du bornage de la frontière entre la région de Tabarka et Bir Romane a finalement lieu en 1995.
La frontière algéro-tunisienne est le théâtre, depuis la fin de l'année 2012, de violents affrontements opposant l'armée et la police tunisienne à des groupuscules islamistes.

## Tracé
La frontière passe entre le Chott el-Gharsa (côté tunisien) et le Chott el-Khalla (côté algérien) puis suit les points suivants : Bir El Aoubed, Bir El Khima, Bir El Mouileh, Bir El Hajla, Bir Kerkoubi, Bir Oum Nacer, Bir Chikh Ali, Bir Khsamia, Bir Zenigra, Bir Romane, Puits Mort, Garet El Borma et Borj el-Khadra (Fort Saint).